# 안드로이드 스튜디오
안드로이드 스튜디오(영어: Android Studio)는 안드로이드 및 안드로이드 전용 앱 제작을 위한 공식 통합 개발 환경 (IDE)이다. 2013년 5월 16일, 구글 I/O 컨퍼런스에서 구글의 제품 관리자인 Ellie Powers에 의해서 발표되었다. 아파치 라이선스 2.0으로 배포된다.

## 시스템 요구사항

### 버전 3.x
| 기준        | 설명 |
| ----------- | --- |
| OS 버전     | 윈도우: 7/8/10 맥 OS X: 10.10 이상 리눅스: 64비트(32비트 호환) 배포판의 GNOME 또는 KDE 데스크톱 환경과 GNU C Library (glibc) 2.19 이상 필요 |
| RAM         | 3 GB RAM 최소, 16 GB RAM 권장; + 1 GB (안드로이드 에뮬레이터용)                                                                             |
| 디스크 공간 | 4 GB 이상의 디스크 공간 권장, 최소 2 GB 필요 (IDE 500 MB + 안드로이드 SDK 1.5 GB)                                                           |
| 화면 해상도 | 1280x800 이상 |

### 버전 2.x
| 기준        | 설명                                                                                                   |
| ----------- | --- |
| OS 버전     | 윈도우 7 이상 맥 OS X 10.9.5 이상 GNOME 또는 KDE 데스크톱                                              |
| RAM         | 3 GB RAM 최소, 8 GB RAM 권장; + 1 GB (안드로이드 에뮬레이터용)                                         |
| 디스크 공간 | 500 MB 디스크 공간 (안드로이드 스튜디오), 최소 1.5 GB (안드로이드 SDK), 에뮬레이터 시스템 이미지, 캐시 |
| JDK 버전    | Java Development Kit (JDK) 8                                                                           |
| 화면 해상도 | 1280x800 최소 화면 해상도                                                                              |

### 버전 1.x
| 기준                  | 설명 |
| --------------------- | --- |
| OS 버전               | 윈도우 XP 이상 맥 OS X 10.8.5 이상 GNOME, KDE 또는 유니티 데스크톱(우분투 또는 페도라 또는 GNU/리눅스 데비안) |
| RAM                   | 3 GB RAM 최소, 4 GB RAM 권장                                                                                  |
| 디스크 공간           | 500 MB 디스크 공간                                                                                            |
| 안드로이드 SDK용 공간 | 최소 1 GB (안드로이드 SDK), 에뮬레이터 시스템 이미지, 캐시                                                    |
| JDK 버전              | Java Development Kit (JDK) 7 이상                                                                             |
| 화면 해상도           | 1280x800 최소 화면 해상도                                                                                     |

## 리눅스OS 환경
특히 우분투의 경우 페도라와 같이 /bin 디렉토리에 studio.sh 설치 및 실행 파일이 포함되는 배포 버전이 있으나 우분투 레포지토리를 사용하는 apt인스톨을 별도로 지원하며, 페도라의 경우 또한 dnf를 별도로 지원한다.
한편 리눅스에서는 터미널에서 android.sh 또는 studio.sh을 실행하는 방식으로 안드로이드 스튜디오를 계속해서 만나볼 수도 있으나 안드로이드 스튜디오에서 제공하는 ‘아이콘 생성 기능’(Create Desktop Entry)을 통해서 바로가기 아이콘 및 메뉴바 아이콘 생성을 한 번에 쉽게 만들 수 있다.

## 빌드시스템
과거 이클립스 기반의 안드로이드 개발 툴인 Android Development Tool의 주요 빌드 시스템은 아파치 앤트였으나 공식 안드로이드 스튜디오는 gradle 빌드 시스템을 사용하고 있다.

## SDK tools
SDK 매니저(SDK manager)를 통해서 안드로이드 버전별 리소스나 C 및 C++ 을 빌드할 수 있는 네이티브 어플리케이션 제작 등 다양한 개발 도구들을 추가적으로 지원한다.

## 언어
프로그래밍 언어로는 자바 이외에도 코틀린을 지원한다.

## 구글 플레이 콘솔
구글 플레이 콘솔은 안드로이드 공식 사이트에서 개발자가 제작한 어플을 판매 및 관리를 위한 개발자 디렉토리 수준의 온라인 계정 창구였으나 구글 플레이로 이전하였다. 현재 판매자를 위한 계정인 플레이 콘솔은 구글 어플 마켓이자 사용자를 위한 창구인 구글 플레이에 최적화되어 있다.

## 같이 보기
- 타이젠 스튜디오